# Friedrich Guggenberger

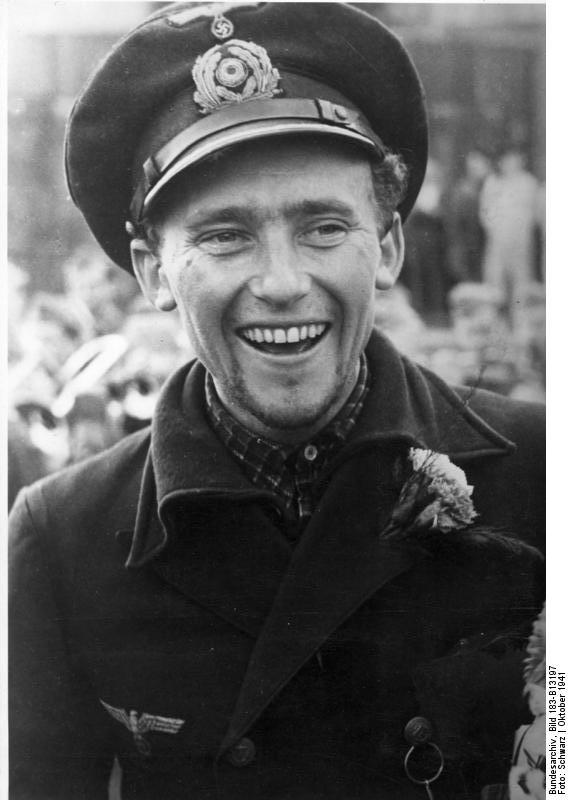
Friedrich Guggenberger (Oktober 1941)

Friedrich Karl Guggenberger (* 6. März 1915 in München; † 13. Mai 1988 in Erlenbach am Main) war ein deutscher Marineoffizier in der Reichsmarine, der Kriegsmarine und in der Bundesmarine, zuletzt als Konteradmiral. Er war Kommandant von U 28, U 81, U 847 und U 513. Er versenkte auf seinen Feindfahrten 17 Schiffe und beschädigte eines schwer.

## Leben
Guggenberger wurde 1932 Mitglied der nationalsozialistischen Sturmabteilung (SA) und trat am 8. April 1934 in die Reichsmarine ein. Im Oktober 1939 wurde er zur U-Boot-Waffe versetzt. Nach seiner Grundausbildung diente er als I. Wachoffizier auf dem Schulboot U 28. Am 16. November 1940 löste er dort Günther Kuhnke als Kommandanten ab.

### Gibraltar

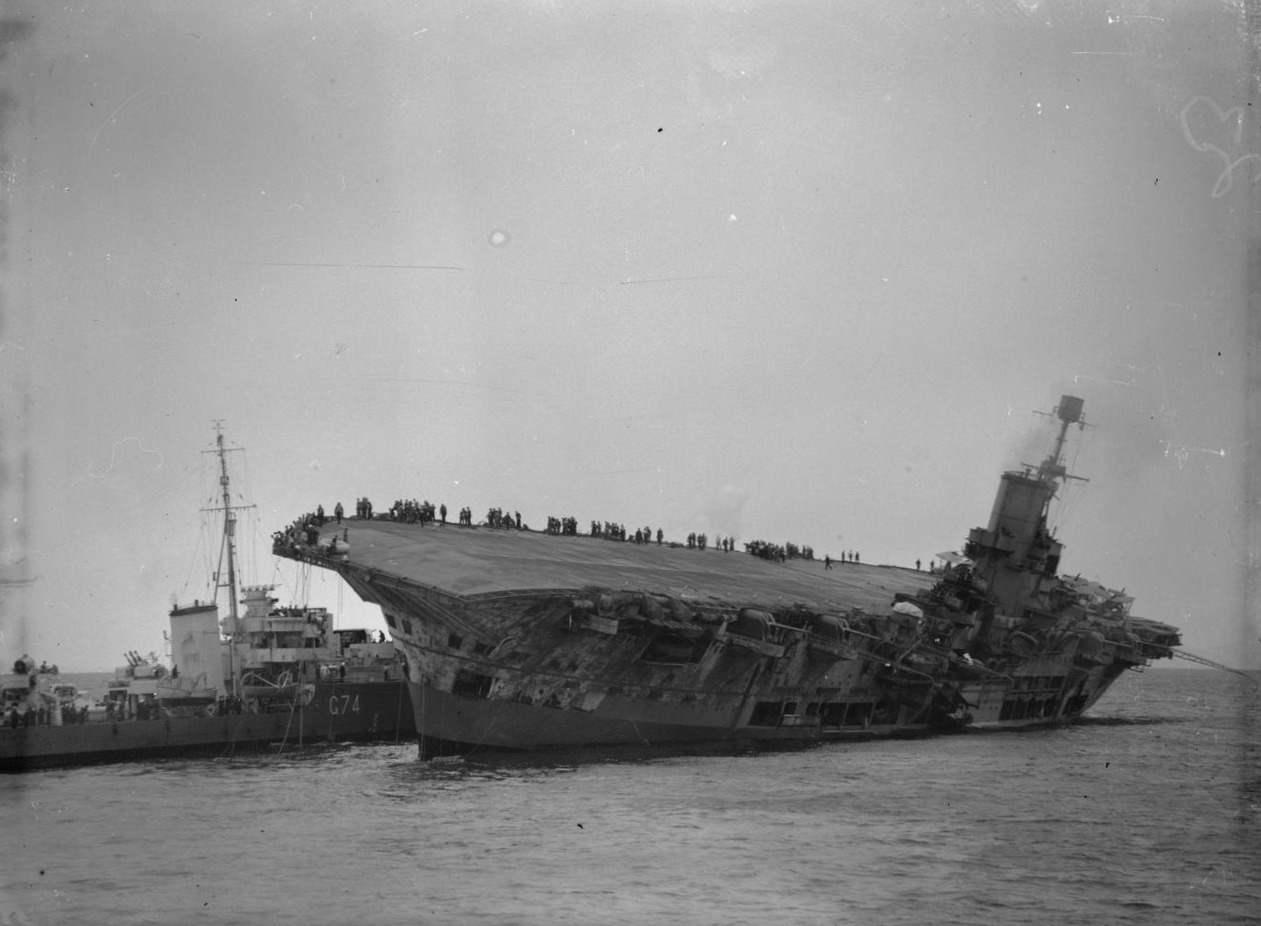
HMS Ark Royal kurz vor dem Untergang

Am 26. April 1941 übernahm er das neu in Dienst gestellte und in Kiel bzw. Brest (Finistère) stationierte Boot U 81. Nachdem er im September desselben Jahres zum Kapitänleutnant befördert worden war, erhielt er den Befehl, den Hafen von La Spezia in Italien anzulaufen. Es gelang ihm am 13. November, die britische Seeblockade der Straße von Gibraltar zu durchbrechen. Kurz darauf torpedierte Guggenberger den britischen Flugzeugträger Ark Royal (22.600 ts), der dadurch so stark beschädigt wurde, dass er am Folgetag sank. Für diesen Abschuss wurde er am 10. Dezember 1941 mit dem Ritterkreuz des Eisernen Kreuzes geehrt. Nach weiteren sechs Feindfahrten gab er das Kommando ab und wechselte für drei Monate als Admiralstabsoffizier zum Befehlshaber der U-Boote. Nachdem er am 8. Januar 1943 das Eichenlaub zum Ritterkreuz des Eisernen Kreuzes erhalten hatte, übernahm er am 23. dieses Monats für eine Woche das Kommando von U 847.

### Verwundung und Gefangenschaft
Am 15. Mai 1943 wurde er auf das Boot U 513 versetzt. Auf Feindfahrt vor der brasilianischen Küste südöstlich von São Francisco do Sul wurde das Boot am 19. Juli durch Funkpeilung geortet, weil Guggenberger einen ungewöhnlich langen Funkspruch abgesetzt hatte. Von einer Martin PBM der United States Navy angegriffen, sank es so rasch, dass die meisten Männer an Bord mit dem Boot untergingen. Nur 12 – teilweise schwerst verwundete – Männer konnten von der Kommandobrücke und der Flak ins Wasser springen, doch schafften es nur sieben, sich in ein treibendes, von einem Flugzeug abgeworfenes Rettungsschlauchboot zu ziehen oder ziehen zu lassen. Der schwer verletzte Guggenberger wurde an den Haaren ins Boot gezogen. Hilflos mussten die sieben Überlebenden zusehen, wie zwei Verwundete von Haien gefressen wurden und die übrigen drei ertranken. Nach einem Tag im Rettungsboot wurden sie von der USS Barnegat aufgelesen, als Kriegsgefangene zunächst nach Rio de Janeiro und später in die Vereinigten Staaten gebracht. Guggenberger war der am schwersten Verwundete und wurde für medizinische Operationen zunächst nach Miami und später nach Washington, D.C. geflogen. Erst im National Naval Medical Center in Bethesda (Maryland) gelang es US-amerikanischen Chirurgen, Guggenbergers Gesundheit wieder herzustellen. Insgesamt kamen 46 Mann der Besatzung von U 513 ums Leben, während sieben Personen überlebten.
Nach einem längeren Lazarettaufenthalt kam Guggenberger über Fort Hunt und Crossville im Januar 1944 in das Kriegsgefangenenlager „Camp Papago Park“ in Arizona. Während seiner Gefangenschaft schmiedete er mit anderen Häftlingen Ausbruchspläne. Zusammen mit vier U-Boot-Kommandanten gelang ihm am 12. Februar 1944 erstmals die Flucht. Jedoch wurden er und August Maus bereits in Tucson (Arizona) wieder eingefangen, während Jürgen Quaet-Faslem, Hermann Kottmann und Hans Johannsen erst in Mexiko ergriffen und nach Papago Park zurückgeschickt wurden. Sein zweiter Ausbruchsversuch („Great Papago Escape“) am 23. Dezember 1944 verlief anfangs erfolgreicher. Zusammen mit 24 weiteren Gefährten – diesmal jedoch ohne den verwundeten Maus, der nur beim Graben des Tunnels half – gelang ihm eine zweiwöchige Flucht. Erst 6 km vor Mexikos Grenze wurden sie von den amerikanischen Behörden gestellt.
Im Februar 1946 wurde er in das Lager Shanks nahe New York City verlegt. Anschließend wurde Guggenberger in ein Gefangenenlager in der britischen Besatzungszone in Deutschland überstellt. Im August dieses Jahres wurde er aus der Kriegsgefangenschaft entlassen.

### Bundesmarine
Beförderungen
- 26. September 1934 Seekadett
- 1. Oktober 1934 Obermatrose
- 1. Januar 1935 Oberstabsmatrose
- 1. Juli 1935 Fähnrich zur See
- 1. Januar 1937 Oberfähnrich zur See
- 19. April 1937 Leutnant zur See
- 13. April 1939 Oberleutnant zur See
- 1. September 1941 Kapitänleutnant
- 1. Februar 1956 Korvettenkapitän
- 1. Februar 1957 Fregattenkapitän
- 1. September 1961 Kapitän zur See
- 29. November 1966 Flottillenadmiral
- 31. Oktober 1968 Konteradmiral

Als er wieder in Freiheit war, wurde er Architekt. Nachdem die Bundesrepublik Deutschland 1956 die Gründung der Bundeswehr und damit der Aufbau der Bundesmarine beschlossen hatte, wurde er wieder Marineoffizier. Als Korvettenkapitän, später Fregattenkapitän, war er ab Februar 1956 bis August 1958 Leiter des Referats Infrastruktur der Marine. Von April 1964 bis Januar 1966 war er Kommandeur des 2. Geleitgeschwaders. Von Februar 1966 bis September 1966 war er Leiter des Referats Führung. Anschließend war er bis Oktober 1968 Leiter der Unterabteilung II Führung im Führungsstab der Marine und wurde in dieser Position zum Flottillenadmiral befördert. Er studierte am Naval War College in Newport. Nach erfolgreichem Abschluss zum Konteradmiral befördert, wurde er Chef des Stabes bei AFNORTH im norwegischen Kolsås. Guggenberger ging am 31. Oktober 1972 in Pension. In seinen letzten Lebensjahren litt er an der Alzheimer-Krankheit. Am 13. Mai 1988 brach er zu einem Waldspaziergang auf, von dem er nicht mehr zurückkam. Sein verwester Leichnam wurde erst zwei Jahre später entdeckt und anhand des Eherings identifiziert. Seine Witwe starb am 21. Januar 1991, ohne sich über seine Todesumstände sicher zu sein.

### U 513
U 513 wurde im Jahr 2011 rund 120 km östlich der brasilianischen Stadt Florianópolis wiederentdeckt. Wie die Universität Vale do Itajaí mitteilte, handelt es sich bei dem in 130 m Tiefe aufgespürten Wrack um U 513.

## Auszeichnungen
- Militär-Verdienstorden (Bulgarien) IV. Klasse mit Krone am 1. November 1936
- Eisernes Kreuz (1939) II. Klasse am 23. März 1940
- U-Boot-Kriegsabzeichen (1939) am 8. Juli 1940
- Eisernes Kreuz I. Klasse am 19. September 1940
- U-Boot-Kriegsabzeichen mit Brillanten 1943
- Ritterkreuz des Eisernen Kreuzes mit Eichenlaub[13]
  - Ritterkreuz am 10. Dezember 1941
  - Eichenlaub am 8. Januar 1943 (171. Verleihung)
- Italienische Tapferkeitsmedaille in Silber und Bronze am 10. März 1942 bzw. 29. Mai 1943
- Verdienstorden der Bundesrepublik Deutschland, Großes Verdienstkreuz (1972)[14]